# Leskea polenburgii
Leskea polenburgii là một loài Rêu trong họ Leskeaceae. Loài này được Lobarzewski mô tả khoa học đầu tiên năm 1847.